# Campeonatos Europeos de Vela (temporada 2008)
La temporada 2008 de Campeonatos Europeos de Vela en sus diferentes clases comenzó el 22 de marzo en Palma de Mallorca y terminó el 7 de diciembre en Las Palmas de Gran Canaria.
El organismo supervisor es la Federación Europea de Vela (EUROSAF).
Las clases en las que se realizaron campeonatos fueron las siguientes (subrayadas las clases olímpicas en Pekín 2008):
- Tipo "centreboard": 470 (M y F), Europe (M y F), Laser 4.7 (M y F), Laser Radial (M y F), Laser (M), 420 (A y F), Vaurien (A y F), 29er (A), 49er (A), 505 (A), B14 (A), Contender (A), Finn (A), Fireball (A), Flyinng Dutchman (A), International 14 (A), Lighting (A), Mirror (A), Moth (A), OK-Dinghy (A), Optimist (A), Snipe (A), Splash (A), Sunfish (A) y Tasar (A).

- Tipo "keelboat": Yngling (F y A), 5.5 Metre (A), 6 Metre (A), 11 Metre (A), Dragon (A), Etchells (A), Fling Fifteen (A), J/22 (A), J/24 (A), Soling (A), Star (A) y Tempest (A).

- Tipo "multihull": Hobie 16 (A y F), A-Catamarán (A), Formula 18 (A), Hobie 14 (A), Hobie 17 (A), Hobie 18 (A), Hobie Tiger (A) y Tornado (A).

- Tipo "windsurfer": Mistral (M y F), RS:X (M y F), Techno 293 (M y F) y Formula Windsurfing (M y F).

## Resultados
| Clase            | Fecha         | Sede                          | Oro                                                                    | Plata                                                                | Bronce                                                                    |
| ---------------- | ------------- | ----------------------------- | ---------------------------------------------------------------------- | -------------------------------------------------------------------- | ------------------------------------------------------------------------- |
| 49er             | 22.03 – 30.03 | Palma de Mallorca · ( España) | Iker Martínez · Xabier Fernández · España                              | Federico Alonso Tellechea · Arturo Alonso Tellechea · España         | Rodion Luka · Georgi Leonchuk · Ucrania                                   |
| Yngling (F)      | 30.03 – 05.04 | Blanes · ( España)            | Sarah Ayton Sarah Webb Pippa Wilson Reino Unido                        | Renee Groeneveld · Annemieke Bes · Merel Witteveen · Países Bajos    | Mandy Mulder · Floortje Hendriksen · Brechtje van der Werf · Países Bajos |
| Soling           | 20.04 – 27.04 | Balatonfüred · ( Hungría)     | György Wossala · Károly Vezér · Péter Németh · Hungría                 | Roman Koch · Maxl Koch · Gregor Bornemann · Alemania                 | Johan Offermans · Bas Dusee · Dominik Meissner · Países Bajos             |
| RS:X (M)         | 01.05 – 10.05 | Brest ( Francia)              | João Rodrigues Portugal                                                | Julien Bontemps Francia                                              | Przemysław Miarczyński · Polonia                                          |
| RS:X (F)         | 01.05 – 10.05 | Brest ( Francia)              | Marina Alabau · España                                                 | Charline Picon Francia                                               | Faustine Merret Francia                                                   |
| Finn             | 02.05 – 10.05 | Scarlino · ( Italia)          | Ben Ainslie Reino Unido                                                | Ivan Kljaković Gašpić · Croacia                                      | Guillaume Florent Francia                                                 |
| Yngling (A)      | 07.05 – 10.05 | Riva del Garda · ( Italia)    | Chiara Calligaris · Francesca Scognamillo · Giula Pignolo · Italia     | Sander Zwanenburg · Tessa Zwanenburg · Donmar Eekhout · Países Bajos | Maarten Jamin · Gert Bakker · Jaap Smolders · Países Bajos                |
| Flying Dutchman  | 31.05 – 07.06 | Rabac · ( Croacia)            | Jørgen Bojsen-Møller Jacob Bojsen-Møller Dinamarca                     | Szabolcs Majthényi · András Domokos · Hungría                        | Jörn Borowski · Andreas Berlin · Alemania                                 |
| Contender        | 31.05 – 07.06 | Punta Ala · ( Italia)         | Giovanni Bonzio · Italia                                               | Andrea Bonezzi · Italia                                              | Gary Langdown Reino Unido                                                 |
| 470 (M)          | 05.06 – 11.06 | Riva del Garda · ( Italia)    | Nic Asher Elliot Willis Reino Unido                                    | Kalle Coster · Sven Coster · Países Bajos                            | Gideon Kliger Udi Gal Israel                                              |
| 470 (F)          | 05.06 – 11.06 | Riva del Garda · ( Italia)    | Sylvia Vogl · Carolina Flatscher · Austria                             | Emanuelle Rol · Anne-Sophie Thilo · Suiza                            | Vesna Dekleva Paoli Klara Maučec Eslovenia                                |
| Star             | 11.06 – 18.06 | Balatonföldvár · ( Hungría)   | Robert Stanjek · Markus Koy · Alemania                                 | Matthias Miller · Manuel Voigt · Alemania                            | Eivind Melleby · Petter Morland · Noruega                                 |
| Tornado          | 12.06 – 21.06 | Salónica · ( Grecia)          | Paschalidis Iordanis · Konstantinos Trigonos · Grecia                  | Yann Guichard Alex Guyader Francia                                   | Billy Besson Arnaud Jarlegan Francia                                      |
| 6 Metre          | 19.06 – 24.06 | La-Trinité-sur-Mer ( Francia) | Alba Batzill · Alemania                                                | Yann Marilley Francia                                                | Robert Gray Reino Unido                                                   |
| Optimist (M)     | 28.06 – 06.07 | Riva del Garda · ( Italia)    | Matteo Bernard · Italia                                                | Xavier Antich · España                                               | Federico Burgos · España                                                  |
| Optimist (F)     | 28.06 – 06.07 | Riva del Garda · ( Italia)    | Paulina Rothlauf · Alemania                                            | Fanni Péch · Hungría                                                 | Sara Piasecka · Polonia                                                   |
| Laser            | 12.07 – 19.07 | Nieuwpoort · ( Bélgica)       | Paul Goodison Reino Unido                                              | Vasilij Žbogar Eslovenia                                             | Karol Porożyński · Polonia                                                |
| Laser Radial (M) | 12.07 – 19.07 | Niewpoort · ( Bélgica)        | Mathieu Frei Francia                                                   | Wojciech Zemke · Polonia                                             | Jon Emmett Reino Unido                                                    |
| Laser Radial (F) | 12.07 – 19.07 | Niewpoort · ( Bélgica)        | Sari Multala · Finlandia                                               | Sophie de Turckheim Francia                                          | Evi van Acker · Bélgica                                                   |
| Lightning        | 19.07 – 25.07 | Neuchâtel · ( Suiza)          | Ioannis Manolakis · Petros Chondrokoukis · Vassilis Papadakis · Grecia | Urs Wyler · Gilbert Dürr · Walter Dürr · Suiza                       | Emmanouil Stoumpos · Sotiris Stoumpos · Loukas Karamsasis · Grecia        |
| 29er             | 20.07 - 30.07 | Medemblik · ( Países Bajos)   | James Peters Edward Fitzgerald Reino Unido                             | Bleddyn Mon Tom Huphreys Reino Unido                                 | Mark Walraven · Kaj Bocker · Países Bajos                                 |
| Dragon           | 31.07 – 08.08 | Oslo · ( Noruega)             | Maxim Logutenko · Mikhail Senatorov · Vladimir Krutskikh · Rusia       | Dimitri Bezerkin · Igor Goikhberg · Alexei Bushuyev · Rusia          | Vadim Statsenko · Andrei Sidorenko · Oleg Chugunov · Rusia                |
| Mirror           | 04.08 – 10.08 | Gottskär · ( Suecia)          | Chris Rust Oliver Newman Reino Unido                                   | Emma Barry Martina Barry Reino Unido                                 | Edward Grey Bethany Grey Reino Unido                                      |
| 5.5 Metre        | 10.08 – 16.08 | Mariehamn · ( Finlandia)      | Kristian Nergård · Noruega                                             | Christoph Burger · Noruega                                           | Jürg Menzi · Suiza                                                        |
| Farr 40          | 26.08 – 31.08 | Travemünde · ( Alemania)      | Mascalzone Latino · Onorato Vincenzo · Italia                          | Joe Fly · Giovanni Maspero · Italia                                  | Siragusawa · Olli-Pekka Lumijärvi · Finlandia                             |
| J/24             | 19.09 – 26.09 | Balatonfüred · ( Hungría)     | Peer Kock · Alemania                                                   | Greg Wilcox · Alemania                                               | Pietro Diamanti · Italia                                                  |
| Etchells)        | 14.11 – 16.11 | Lavagna · ( Italia)           | Ante Razmilovic Reino Unido                                            | Antony Shanks Irlanda                                                | Neil Martin Reino Unido                                                   |
| Snipe            | 01.12 – 07.12 | Las Palmas · ( España)        | Gustavo del Castillo · Felipe Llinares · España                        | Rayco Tabares · Gonzalo Morales · España                             | Fernando León · Antonio Castillo Olivares · España                        |

- Datos: Q5743318